# NGC 2418
NGC 2418 je galaksija u zviježđu Blizancima.

## Vanjske poveznice
- SEDS: NGC 2418